# Sindicato das Empresas de Transportes Rodoviários do Estado do Rio de Janeiro
O Sindicato das Empresas de Transportes Rodoviários do Estado do Rio de Janeiro (SETRERJ) é uma organização sindical patronal brasileira da área dos transportes.

## História
Foi fundado como Associação Profissional dos Proprietários de Ônibus, tendo sido o empresário Lindolfo Chevränd, da Empresa Friburguense, que requereu a transformação da "associação" para "sindicato". Finalmente, no dia 11 de janeiro de 1951, foi expedida a carta sindical do SETRERJ.
Sua primeira sede do SETRERJ foi na Avenida Amaral Peixoto nº 60, no centro de Niterói. Em abril de 1989, o sindicato mudou-se para sede mais ampla, no edifício nº 467 da mesma avenida, onde permaneceu até maio de 2001. Hoje, a sede está localizada na Alameda São Boaventura nº 81, no bairro do Fonseca, também em Niterói.
O SETRERJ congrega trinta empresas de ônibus de Niterói, São Gonçalo, Itaboraí, Tanguá, Maricá, Rio Bonito e Cachoeiras de Macacu, atual base territorial de representação. 
No ano de 2016, o sindicato propôs uma ação judicial com o objetivo de proibir a circulação dos ônibus gratuitos da Prefeitura de Maricá, em todo o município.
Em 2017, seu presidente Marcelo Traça Gonçalves foi preso pela Polícia Federal na Operação Ponto Final.